# Alinci, Mogila
Alinci (makedonska: Алинци) är en ort i Nordmakedonien. Den ligger i kommunen Mogila, i den södra delen av landet, 90 kilometer söder om huvudstaden Skopje. Alinci ligger 600 meter över havet och antalet invånare är 196.